# Quasi certamente
In teoria della probabilità, si dice che un evento accade quasi certamente (in inglese almost surely o a.s.) se accade con probabilità uguale a uno. Il concetto è analogo a quello di quasi ovunque in teoria della misura. Benché non ci sia differenza tra quasi certamente e certamente (ossia, che accade di sicuro) in molti basilari esperimenti di probabilità, la distinzione risulta importante in casi più complessi che si riferiscono a qualche tipo di infinito. Per esempio, il termine si incontra spesso in situazioni che trattano tempi infiniti, proprietà di regolarità o spazi di dimensione infinita come gli spazi funzionali. Esempi standard di tale uso includono la legge forte dei grandi numeri e la continuità dei percorsi browniani.
Si dice che un evento (non) accade quasi mai se il suo evento complementare accade quasi certamente.

## Definizione formale
Sia {\displaystyle (\Omega ,{\mathcal {F}},P)} uno spazio di probabilità. Si dice che un evento {\displaystyle E\in {\mathcal {F}}} accade quasi certamente se {\displaystyle P(E)=1}. Equivalentemente, possiamo dire che un evento {\displaystyle E} accade quasi certamente se la probabilità che non accada è zero: {\displaystyle P(E^{c})=0}.
Una definizione alternativa da una prospettiva di teoria della misura è che (dato che {\displaystyle P} è una misura su {\displaystyle \Omega }) {\displaystyle E} accade quasi certamente se {\displaystyle E=\Omega } quasi ovunque.

## "Quasi certo" contro "certo"
La differenza tra un evento quasi certo e uno certo è la stessa, sottile, differenza tra un evento che accade con probabilità 1 e uno che accade sempre.
Se un evento è certo, allora accadrà sempre, e nessun risultato all'infuori di questo evento può mai accadere. Se un evento è quasi certo, allora i risultati all'infuori di questo evento sono teoricamente possibili; tuttavia, la probabilità che si abbia un simile risultato è minore di qualunque probabilità positiva si possa fissare, e pertanto deve essere 0. Perciò, non si può dire in senso definitivo che questi risultati non avverranno mai, ma ciò può essere assunto vero nella maggioranza dei casi.

### Lanciare una freccetta

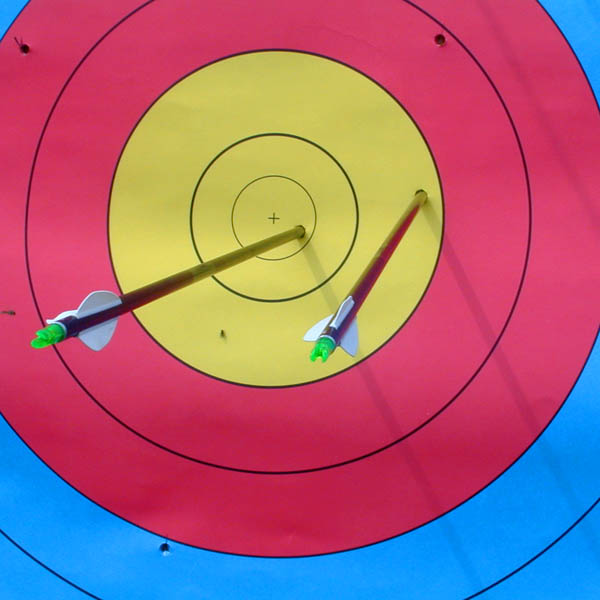
Una freccia (ideale) scagliata casualmente, potendo colpire uno e un solo punto del bersaglio, quasi certamente non colpirà il centro. Questo significa che l'evento «la freccia colpisce il centro» appartiene allo spazio degli eventi, ma la probabilità a esso associata è 0.

Per esempio, si immagini di lanciare una freccetta su un quadrato di cui essa colpirà esattamente un punto, e si immagini che questo quadrato sia la sola cosa nell'universo. Non c'è nessun altro luogo fisico su cui possa atterrare la freccetta. Quindi, l'evento "la freccetta colpisce il quadrato" è un evento certo. Non sono immaginabili alternative.
Ora, si consideri l'evento: "la freccetta colpisce esattamente la diagonale del quadrato". La probabilità che la freccetta atterri in una qualunque regione del quadrato è proporzionale all'area di tale regione. Tuttavia, poiché l'area della diagonale del quadrato è zero, la probabilità che la freccetta atterri esattamente lì è parimenti nulla. Così, la freccetta quasi certamente non atterrerà sulla diagonale. Nondimeno l'insieme dei punti sulla diagonale non è vuoto, e un punto sulla diagonale non è un bersaglio più improbabile di un qualsiasi altro punto, e quindi è teoricamente possibile che la freccetta colpisca la diagonale.
Lo stesso si può dire per qualunque altro punto del quadrato. Qualsiasi punto P sarà privo di area, e perciò avrà probabilità zero di essere colpito dalla freccetta. Tuttavia, la freccetta deve ovviamente colpire il quadrato in un qualche punto. Perciò, in questo caso, non solo è possibile (o immaginabile) che un evento con zero probabilità avverrà; un tale evento deve accadere. Per questo motivo, non avremmo motivo di dire che siamo certi che un dato evento non occorrerà, ma piuttosto quasi certi.

### Lanciare una moneta
Si supponga che una moneta non truccata e ideale (senza bordi) sia lanciata diverse volte. Dato che una moneta ha due lati, testa e croce, l'evento "esce testa o croce" è un evento certo. Non ci si può aspettare altro risultato da una moneta.
La sequenza infinita di sole teste (T-T-T-T-T-T-...) è in un certo senso possibile (non viola alcuna legge matematica o fisica il supporre che non esca mai croce), ma è molto, molto improbabile. In effetti, la probabilità che non esca mai croce in una serie infinita è zero. Perciò, benché non possiamo dire senza alcun dubbio che uscirà almeno una croce, possiamo dire che quasi certamente vi sarà almeno una croce in una sequenza infinita di lanci. (Si noti che, date le asserzioni di questo paragrafo, qualunque sequenza ordinata di eventi avrà probabilità zero, se la sequenza è infinita. Ciò ha senso perché c'è un numero infinito di possibilità e {\displaystyle \scriptstyle \lim \limits _{n\to \infty }{\frac {1}{n}}=0}.)
D'altra parte, se anziché effettuare infiniti lanci smettiamo di lanciare la moneta dopo un tempo finito (diciamo un milione di lanci), allora la sequenza di sole teste ha una probabilità diversa da zero (in effetti, la probabilità è {\displaystyle 2^{-1000000}}), e perciò la probabilità di ottenere almeno una croce è {\displaystyle 1-2^{-1000000}}, e l'evento non è più quasi certo.